# Песина-Браки (Бергамо)
Песина-Браки је насеље у Италији у округу Бергамо, региону Ломбардија.
Према процени из 2011. у насељу је живело 12 становника. Насеље се налази на надморској висини од 123 м.